# Voo Spantax 995
O voo Spantax 995 foi um voo charter do Aeroporto Madrid-Barajas para Nova York via Aeroporto de Málaga em 13 de setembro de 1982. Quando a aeronave estava se preparando para decolar de Málaga, o piloto sentiu uma vibração forte e cada vez pior e abortou a decolagem. A tripulação de voo perdeu o controle da aeronave e não conseguiu parar na pista e a aeronave ultrapassou a pista, atingiu uma instalação aérea do campo de aviação, perdendo um motor, então cruzou a Rodovia Málaga-Torremolinos, atingindo vários veículos antes de finalmente atingir um aterro ferroviário e explodindo em chamas. Uma evacuação de emergência da aeronave foi realizada, mas 50 pessoas morreram devido a queimaduras e outros ferimentos. Outras 110 pessoas foram hospitalizadas.

## Avião
O avião era um McDonnell Douglas DC-10-30CF com prefixo EC-DEG. Foi entregue para a Spantax em dezembro de 1978.

## Investigações
A causa do acidente foi o desprendimento de fragmentos de uma recauchutagem na roda direita da engrenagem do nariz, criando uma forte vibração. O procedimento padrão exige que a decolagem continue após V1, e os pilotos inicialmente seguiram tal; entretanto, a vibração piorou severamente durante a rotação, e assim, sem saber a causa da vibração, o capitão abortou a decolagem, apesar de ter passado o Vr. Investigações posteriores determinaram que isso era razoável em circunstâncias anormais. Notou-se que o treinamento do piloto cobriu apenas falhas de motor na decolagem e faltou treinamento para falhas nas rodas.
Um especialista em audiovisual da Pace University estava gravando uma fita de áudio durante o acidente, como parte de uma série de gravações de decolagens e pousos de aviões. Quando ficou claro que algo estava errado, ele começou a relatar o incidente e suas consequências imediatas. O DJ Steve Dahl de Chicago tocou a fita de Maloney em seu podcast de 26 de março de 2010.